# نادي بيكان طهران
نادي بيكان طهران هو نادي كرة طائرة إيراني من مدينة طهران، تأسس في عام 1966 وهو مملوك من قبل شركة إيران خودرو. حصل الفريق على 8 ألقاب في بطولة آسيا للكرة الطائرة.